# Reinhard Perwitzschky
Reinhard Perwitzschky (* 30. Januar 1896 in Stargard; † 27. August 1971 in Prien am Chiemsee) war ein deutscher HNO-Arzt und Hochschullehrer.

## Leben

### Herkunft, Studium und Berufseinstieg
Reinhard Perwitzschky war der Sohn des Fabrikdirektors Walter Perwitzschky und dessen Ehefrau Ida Hinzel. Seine Schullaufbahn beendete er am Domgymnasium Kolberg. Nach dem Ersten Weltkrieg absolvierte er ein Medizinstudium an den Universitäten Marburg, wo er 1918 der Marburger Burschenschaft Germania beitrat, und Greifswald, wo er sein Studium 1922 mit Staatsexamen abschloss und 1923 zum Dr. med. promoviert wurde. Anschließend verbrachte er seinen Assistentenzeit in Greifswald.  Seinem Lehrer Wilhelm Brünings folgend wirkte er ab 1926 als dessen Oberarzt an der HNO-Universitätsklinik in Jena und habilitierte sich dort 1927 für Hals-, Nasen- und Ohrenheilkunde. Kommissarisch übernahm er 1929 die Leitung der HNO-Universitätsklinik in München, bis Brünings ein Jahr später auf den Lehrstuhl berufen wurde und die Klinikleitung übernahm. Der Privatdozent wurde 1931 zum außerordentlichen Professor ernannt.

### Zeit des Nationalsozialismus – Professor in Breslau
Von 1934 bis 1945 bekleidete er den Lehrstuhl für HNO-Heilkunde an der Universität Breslau und leitete die örtliche HNO-Universitätsklinik. Ab 1940 leitete er als Oberstabsarzt zudem die von ihm gegründete Ostdeutsche Kieferklinik des Reservelazaretts XVI für Gesichts- und Kieferchirurgie. Zum 1. Mai 1933 trat er der NSDAP bei (Mitgliedsnummer 3.257.733). Als Angehöriger des SD erreichte er 1941 den Rang eines Hauptsturmführers (SS-Nr. 107.374). Beim Bevollmächtigten für das Gesundheitswesen Karl Brandt gehörte er 1944 dem wissenschaftlichen Beirat an. Nach Amtsverlust im Januar 1945 arbeitete er in einer Praxis in Prien am Chiemsee. Im August 1945 kam er für einige Monate in amerikanische Gefangenschaft nach Ludwigsburg und Moosburg.

### Nach 1945
Von 1950 bis 1958 war er in Dortmund(-Asseln) als niedergelassener HNO-Facharzt im Bereich Wiederherstellungschirurgie tätig. Er wurde 1958 an der Universität Münster emeritiert. An seinem letzten Wohnort Prien am Chiemsee praktizierte er ebenfalls.

## Wirken
Perwitzschky beschäftigte sich zunächst mit den „Temperatur- und Feuchtigkeitsregelungen“ der oberen Luftwege. Später tätigte er audiologische Untersuchungen, insbesondere zur Auswirkung und Behandlung von Schwerhörigkeit. Kriegsbedingt war ein weiterer Schwerpunkt die Wiederherstellungschirurgie.

## Schriften
- Die Gonorrhoe der Säuglinge und Kinder, Greifswald 1922 (zugleich: Med. Dissertation an der Universität Greifswald, 1923)
- Wiederherstellungschirurgie des Gesichts, mit Ausnahme der Chirurgie des Kiefers und der Mundhöhle, de Gruyter, Berlin 1951 (gehört zu: Chirurgie in Einzeldarstellungen, Bd. 39)